# Поблоце-Мале
Поблоце-Мале (пол. Pobłocie Małe, нім. Klein Pobloth) — село в Польщі, у гміні Ґосьцино Колобжезького повіту Західнопоморського воєводства.
Населення — 374 особи (2011).
У 1975-1998 роках село належало до Кошалінського воєводства.

## Демографія
Демографічна структура станом на 31 березня 2011 року:
|          | Загалом | Допрацездатний вік | Працездатний вік | Постпрацездатний вік |
| -------- | ------- | ------------------ | ---------------- | -------------------- |
| Чоловіки | 193     | 47                 | 135              | 11                   |
| Жінки    | 181     | 48                 | 104              | 29                   |
| Разом    | 374     | 95                 | 239              | 40                   |